# جون وينديل
جون وينديل (بالإنجليزية: John Wendell)‏ هو لاعب كرة قدم أمريكية أمريكي، ولد في 20 نوفمبر 1885 في فيلادلفيا في الولايات المتحدة، وتوفي في ديسمبر 1962.